# Badraer Bach
Der Badraer Bach, im Mittellauf Thaleber Bach, Thalebener Bach und im Unterlauf Flutgraben genannt, ist ein rund 27 Kilometer langer, linker Zufluss der Unstrut. Er entspringt mehreren Quellen südwestlich von Badra in der Gemeinde Kyffhäuserland im Kyffhäuserkreis in Thüringen.

## Verlauf
Er entspringt mehreren Quellen südwestlich von Badra und fließt überwiegend in westliche bis südwestliche Richtung. Er wird außerdem von einem Bach aus dem Segelteich, der im Stadtforst Sondershausen liegt, gespeist. Als ersten Ort an seinem Verlauf erreicht er Badra. Der zweite Ort weiter unten am Verlauf ist Steinthaleben. Unterhalb des Dorfes, unweit von Rottleben, liegt der Eingang der Barbarossahöhle. Hier wird der Bach von der Kleinen Wipper überquert. In diesem Bereich liegen zudem die ehemalige Falken- und Lohmühle. Die einzige Stadt am Fließgewässer ist  Bad Frankenhausen. Bevor er als Flutgraben bei Artern in die Unstrut mündet, streift er noch Esperstedt.

## Bilder
Die Bilder sind Bachabwärts geordnet.

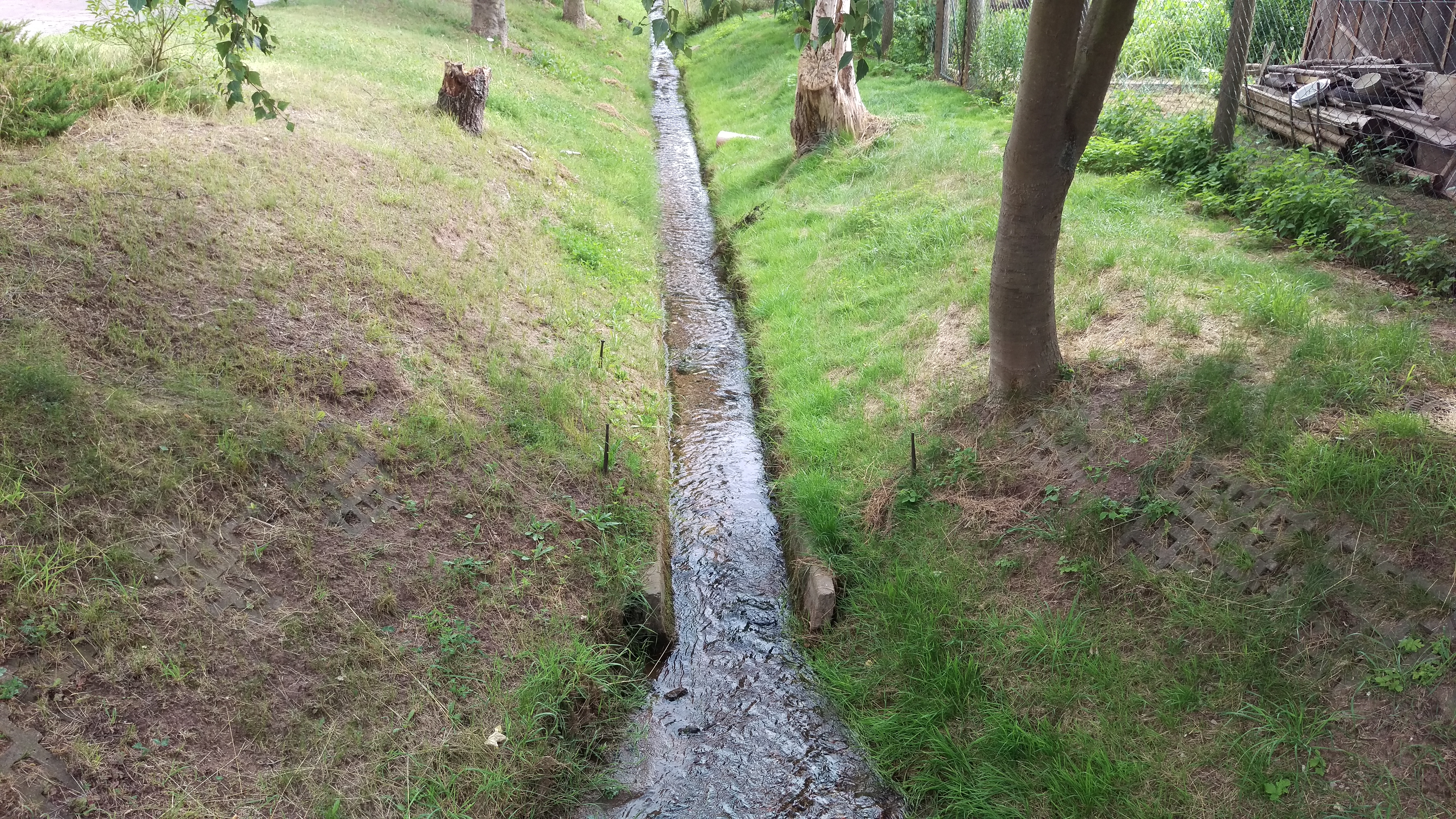
Der Badraer (Thaleber) Bach in Steinthaleben an der Gemeindeverwaltung
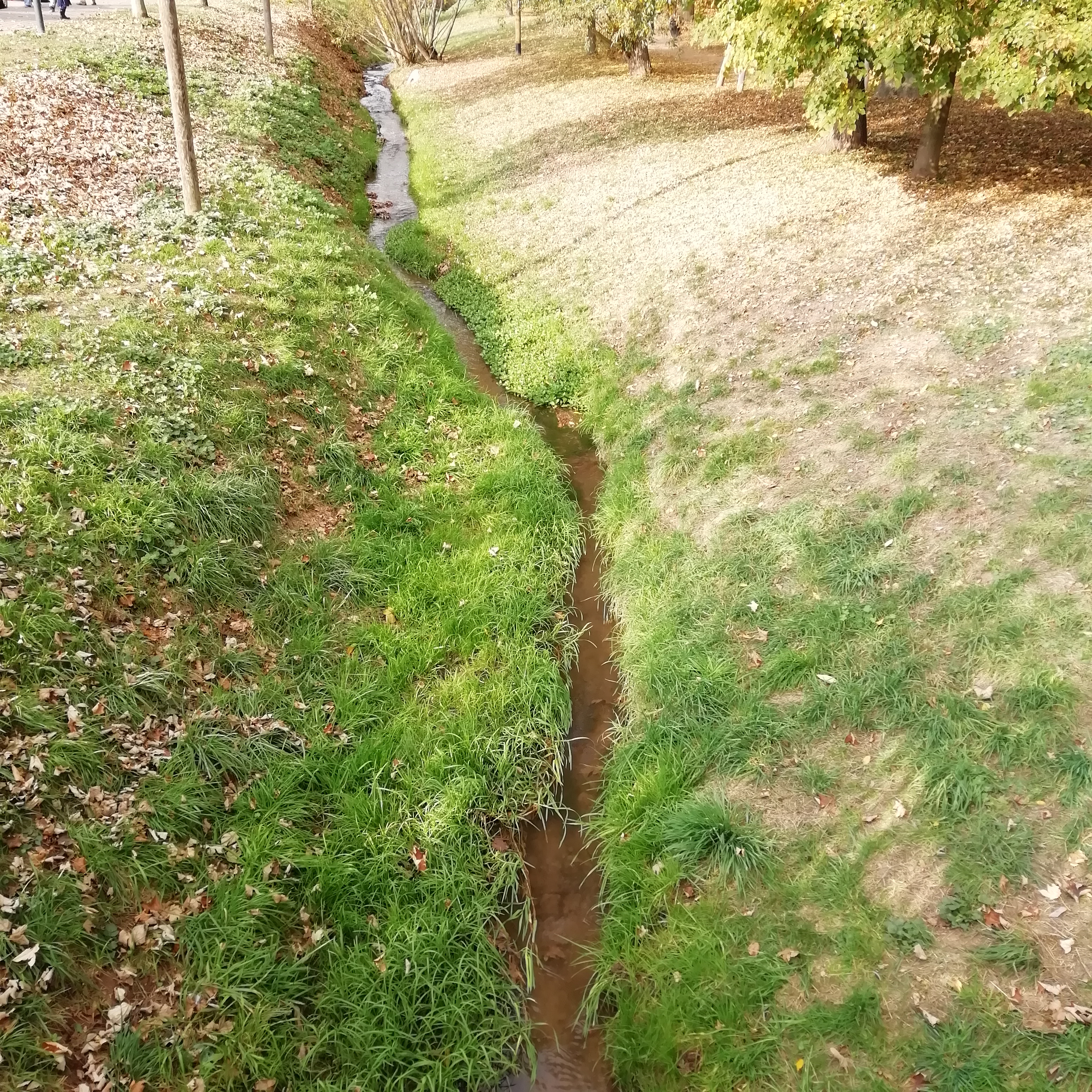
Der Thaleber Bach unterhalb der Barbarossahöhle, bachaufwärts
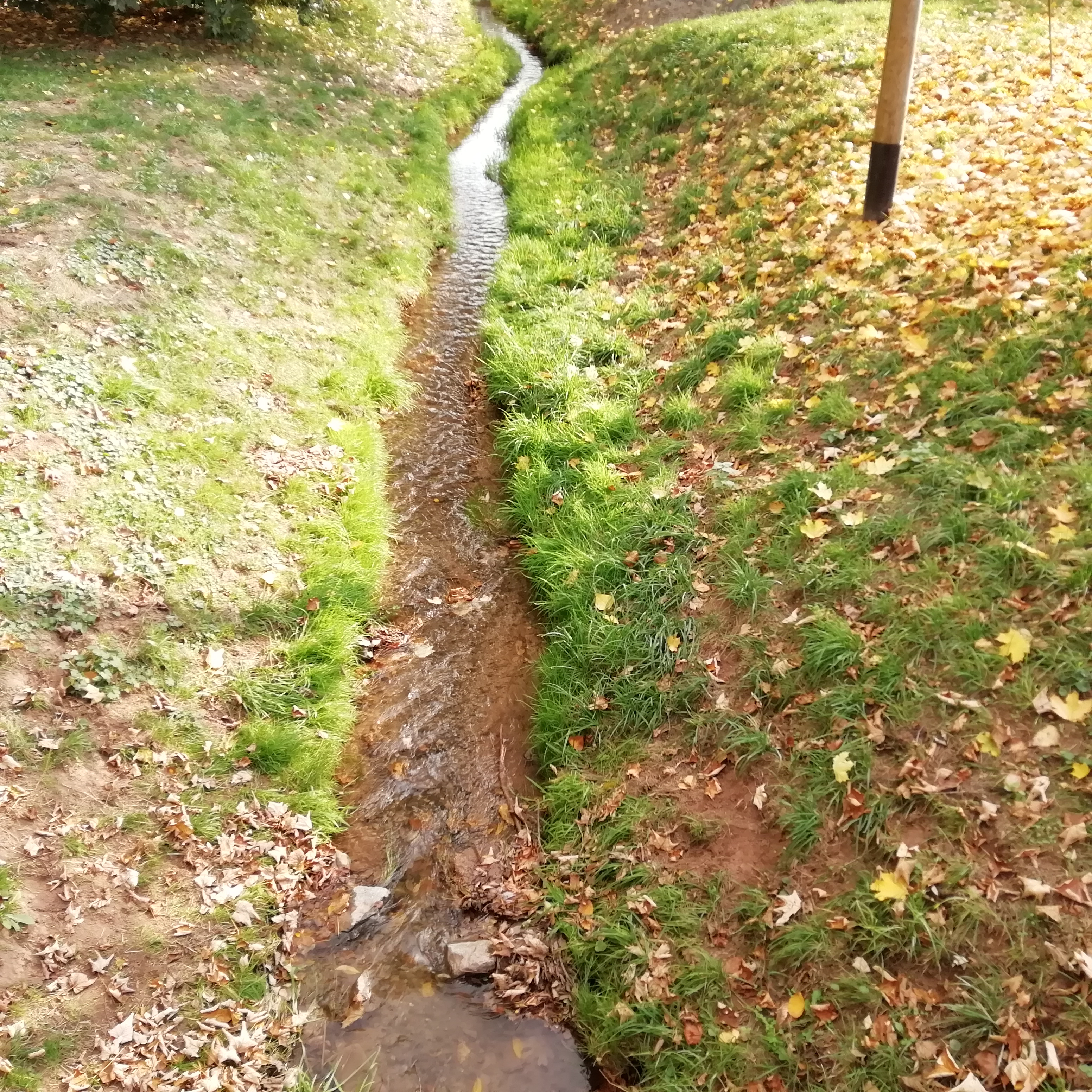
Der Thaleber Bach unterhalb der Barbarossahöhle, bachabwärts